# Divinatio in Caecilium
La Divinatio in Caecilium o Divinatio in Quintum Caecilium  (italiano: Dibattito contro Cecilio)  è una delle sette orazioni giudiziarie del 70 a. C. fatte da Cicerone per il processo dei Siciliani contro Gaio Licinio Verre, il cui corpus ci è stato tramandato come Verrine.
La Divinatio in Caecilium è il "dibattito preliminare" sostenuto in tribunale per stabilire chi sarebbe stato l'accusatore per conto dei Siciliani al processo contro Verre. Questo Cecilio era una sorta di "uomo di paglia" - finanziato da Verre - che lo stesso Verre voleva imporre al processo in qualità di accusatore, in modo da "giocare in casa". Nell'orazione Cicerone denuncia e smonta il piano di Verre, delegittima Cecilio e propone la propria candidatura a pubblico ministero.
Verre si fece difendere al processo da Quinto Ortensio Ortalo (Quintus Hortensius Hortalus), molto noto all'epoca come ottimo oratore e al quale lo stesso Cicerone dedicherà un'altra opera, andata perduta. 
Tuttavia il successo arrise a Cicerone, che grazie alla Divinatio in Caecilium poté assumere l'accusa per conto dei Siciliani e ottenere così un tempus inquirendi di 110 giorni.
La Divinatio in Caecilium è l'unico testo ciceroniano che ci sia giunto tra le sue opere retoriche del genere divinatio.
Fa parte delle Verrine, insieme all'Actio prima in Verrem e all'Actio secunda.